# Paolo Tura
Paolo Tura (* 10. Februar 1971) ist ein ehemaliger san-marinesischer Bogenschütze.

## Karriere
Paolo Tura begann 1988 mit dem Bogenschießen und nahm an den 1992 als erster Bogenschütze San Marinos an den Olympischen Spielen teil. Im Einzelwettkampf schied er in der Platzierungsrunde aus und belegte am Ende Platz 73. Vier Jahre später bei den Olympischen Spielen in Atlanta nahm er erneut im Einzelwettkampf teil und belegte nach seiner Erstrundenniederlage am Ende Rang 62.
2021 war Tura Trainer der san-marinesischen Nationalmannschaft.